# 道頓堀アリーナ
道頓堀アリーナ（どうとんぼりアリーナ）は、かつて日本にあったプロレスの試合会場。

## 施設
- 1階 : 正面側では後方席からの見やすさを考慮して段差が付けられている。
- 2階 : 吹き抜けになっており、そこからの観戦も可能。
- 音響設備 : 大阪プロレスのリングアナウンサーである宮尾信次郎がコーディネートを担当してDJブースを設けるなど臨場感あふれる環境を構築
- VIPルーム : 定員5名の個室を3部屋設置。
- カフェ : モニターを設置して、あらゆるスポーツの観戦が可能。大阪プロレス時代は直営として営業していたが2013年9月より道頓堀プロレスにも協力しているカフェバーが移転して入居[1]。

大阪プロレス常設会場時代には大阪プロレスのグッズを販売するグッズショップも入居していた。

## 歴史
2007年9月8日、フェスティバルゲートに大阪プロレスの本社機能兼常設会場としていたデルフィンアリーナをパチスロ店跡に移転させる形で開業。当初の名称はデルフィンアリーナ道頓堀。
2009年5月3日、大阪プロレス旗揚げ10周年を機に名称を大阪ミナミ ムーブ・オン アリーナに変更。
2012年10月、施設の老朽化などを理由に閉鎖が決まってナスキーホール梅田に移転。20日の大阪プロレス「Mアリファイナル」が最後の大会となる。
2013年5月、名称を道頓堀アリーナに変更してプロレス会場としての機能が復活して復活興行第1弾として大阪プロレスを退団したばかりの空牙が自主興行「道頓堀プロレス」を15、16、23、30日の日程で開催。管理、運営は空牙と知己の人物が行う。7月7日、興行組織「道頓堀エンターテイメントシステム」の常打ちとして使用して事務所も道頓堀アリーナに同居。7月24日、OSAKA女子プロレスを皮切りに他団体も興行を開催。ナスキーホールと比べて一体感もあり使用料も安いことなどから多くのプロレス及び格闘技団体が興行を開催（中には一時期、ナスキーで開催していたのを鞍替えした団体もある）。9月1日、道頓堀エンターテイメントシステムが団体化した道頓堀プロレスの旗揚げ戦を開催。
2014年3月2日、ダブプロレスの「道頓堀アリーナ THE FINAL〜明日また生きるぞ〜」を最後に閉鎖。12月、クラブ「AGEHA OSAKA」がオープンしてダブプロレスが不定期に興行を開催していた。2015年10月、閉店。

## 興行を開催していた団体
- DDTプロレスリング
- アパッチプロレス軍
- プロレスリングFREEDOMS
- みちのくプロレス
- KAIENTAI DOJO
- 道頓堀プロレス
- ダブプロレス
- SMASH
- WNC
- FFFプロレスリング
- 暗黒プロレス組織666
- プロレスリング・セム
- JWP女子プロレス
- NEO女子プロレス
- スターダム
- アイスリボン
- プロレスリングWAVE
- ワールド女子プロレス・ディアナ
- REINA女子プロレス
- OSAKA女子プロレス
- センダイガールズプロレスリング
- プロレスリング我闘雲舞

## アクセス
- Osaka Metro御堂筋線なんば駅 徒歩5分
- Osaka Metro堺筋線日本橋駅 徒歩3分
- 関西本線JR難波駅 徒歩10分
- 近鉄奈良線・阪神なんば線大阪難波駅 徒歩7分
- 南海本線南海難波駅 徒歩8分